# Myrmecocystus ewarti
Myrmecocystus ewarti is een mierensoort uit de onderfamilie van de schubmieren (Formicinae). De wetenschappelijke naam van de soort is voor het eerst geldig gepubliceerd in 1971 door Snelling, R.R..